# Ледено љето
„Ледено љето” је југословенски ТВ филм из 1968. године. Режирао га је Иван Хетрих а сценарио је написао Антун Шољан.

## Улоге
| Глумац             | Улога |
| ------------------ | ----- |
| Слободан Алигрудић |       |
| Светлана Бојковић  |       |
| Дара Чаленић       |       |
| Дејан Чавић        |       |
| Ксенија Јовановић  |       |
| Предраг Тасовац    |       |
| Еуген Вербер       |       |